# 황인혁 (축구 선수)
황인혁(2005년 1월 1일 ~ )은 대한민국의 축구 선수이다. 포지션은 수비수이다.